# Glasgow School of Art
A Glasgow School of Art (magyarul: Glasgow-i Művészeti Akadémia, angol rövidítése: GSA) egy 1845-ben alapított önkormányzati fenntartású, felsőfokú művészeti képzést nyújtó iskola a skóciai Glasgow Garnethill negyedében. Az iskola főiskolai, egyetemi és doktori képzést nyújt az építőművészet, képzőművészet és formatervezés szakon, .

## Története
Az iskolát 1845-ben alapították, akkor még mint Glasgow Government School of Design (Glasgow-i Állami Formatervezési Iskola) kezdte működését az Ingram Street 116 szám alatti épületben. A beiratkozók száma azonban magas volt, így a Montrose Streeten is vásároltak egy épületet. 1869-ben átköltöztek a McLellan Galleries 1855-ben épült házába a Sauchiehall Streetre. 1885-ben egy új igazgató, Francis Henry Newbery került az iskola élére, aki megbízta Charles Rennie Mackintosh skót építészt egy új, önálló iskolaépület tervezésével. Mackintosh - aki korábban maga is a GSA-ban tanult - a tervezési munkát 1897-ben kezdte el, a Renfrew Street 167. alatti, Art nouveau stílusban épült új iskolai tömb egyik része 1899-re, míg másik egy évtizeddel később, 1909-ra lett kész.
2009-ben az épület bővítéséről döntöttek, a pályázaton az amerikai Steven Holl építészirodája nyerte el, a tervezők Chris McVoy és Noah Yaffe voltak. Az új - a GSA egy korábbi igazgatójáról, Seona Elizabeth Reidről Seona Reidnek elnevezett - épület közvetlenül az iskola régi, Mackintosh tervezte tömbje mellett található. Az új épület átadásának évében, 2014. május 23-án tűz ütött ki a Mackintosh-féle tömbben, melyet ugyan sikerült megfékezni, és a tűzoltóság jelentése szerint az épület külseje csak 10, belső része 30 százalékban sérült, a veszteség mégis jelentős volt, mert a könyvtár állománya teljesen megsemmisült. 2016-ban megkezdődött a tűzben megsérült Mackintosh-féle épület renoválása. 2018. június 15-én a felújítás alatt álló iskolában ismét tűz ütött ki, ami jelentősen megrongálta az épület szerkezetét. Június végén jelentették be, hogy egyes részeket vissza kell bontani, de az iskola vezetősége mindent elkövet, hogy a skót építész művét megmentsék.

## Oktatás
Az iskola a tűz előtt két épületében tartotta a képzéseket: a képzőművészeti iskola és a digitális kultúra, valamint az MFA (Master of Fine Arts) képzések a régi, Mackintosh által tervezett tömbben, a formatervezés, ékszer- és ezüstműves, belsőépítész, terméktervező és kommunikációs stúdiumok az új épületben, a Seona Reidben voltak. A GSA-hoz tartozik a Design Innovation Institute és a School of Design, melyek a skóciai Forresben  találhatók. Egy speciális kutatási és posztgraduális központ található még Glasgow-ban, valamint van egy képviseleti irodájuk Pekingben is (Kína).
Az iskola a The Guardian című lap brit művészeti felsőoktatási intézményeket rangsoroló listájában 2012-ben a 9., 2018-ban azonban már csak a 48. helyezést érte el. A GSA diplomáit hitelesítő Glasgow-i Egyetem (University of Glasgow) 2018-ban a 23. volt az összes brit felsőoktatási intézmény rangsorában.

## Híres tanárok és diákok
- Eugene Bourdon (1870–1916) építész
- Moyna Flannigan (wd) (1963-) festőművész
- Edith Hughes (wd) (1881-1971) építész
- Ernest Procter (wd) (1886-1935) formatervező, festőművész
- John Yeadon (wd) (1948-) művész, tanár

### Diákok
- Peter Capaldi (1978-) skót színész, rendező
- Robbie Coltrane (1950-) színész,- humorista
- Francis Healy (1973-) skót popzenész
- Margaret Macdonald Mackintosh (1865-1933) skót iparművész
- Julia Schmidt (1976-) német festőművész

## Fordítás
- Ez a szócikk részben vagy egészben  a   Glasgow School of Art című angol Wikipédia-szócikk ezen változatának fordításán alapul.  Az eredeti cikk szerkesztőit annak laptörténete sorolja fel. Ez a jelzés csupán a megfogalmazás eredetét és a szerzői jogokat jelzi, nem szolgál a cikkben szereplő információk forrásmegjelöléseként.